# Ferrari Testarossa
Ferrari Testarossa (Type F110) — 12-циліндровий спорткар з центральним розташуванням двигуна італійської компанії Ferrari, який виготовлявся з 1984 по 1996 рр. Це двомісний автомобіль, який замінив собою Ferrari BB 512i. Був представлений в 1984 році на Паризькому автосалоні. Дизайн розробляла дизайнерська студія Pininfarina. Ferrari Testarossa вироблялася з 1984 по 1991 рр., після цього були дві модифікації: Ferrari 512 TR, Ferrari F512 M, які вироблялися, відповідно з 1991 по 1994 рр., та 1994—1996 рр. Testarossa стала однією з найуспішніших моделей Ferrari — за весь час виробництва було випущено майже 10,000 автомобілів: 7177 штук Testarossa, 2280 штук 512 TR, і 500 штук F512 M.

## Testarossa

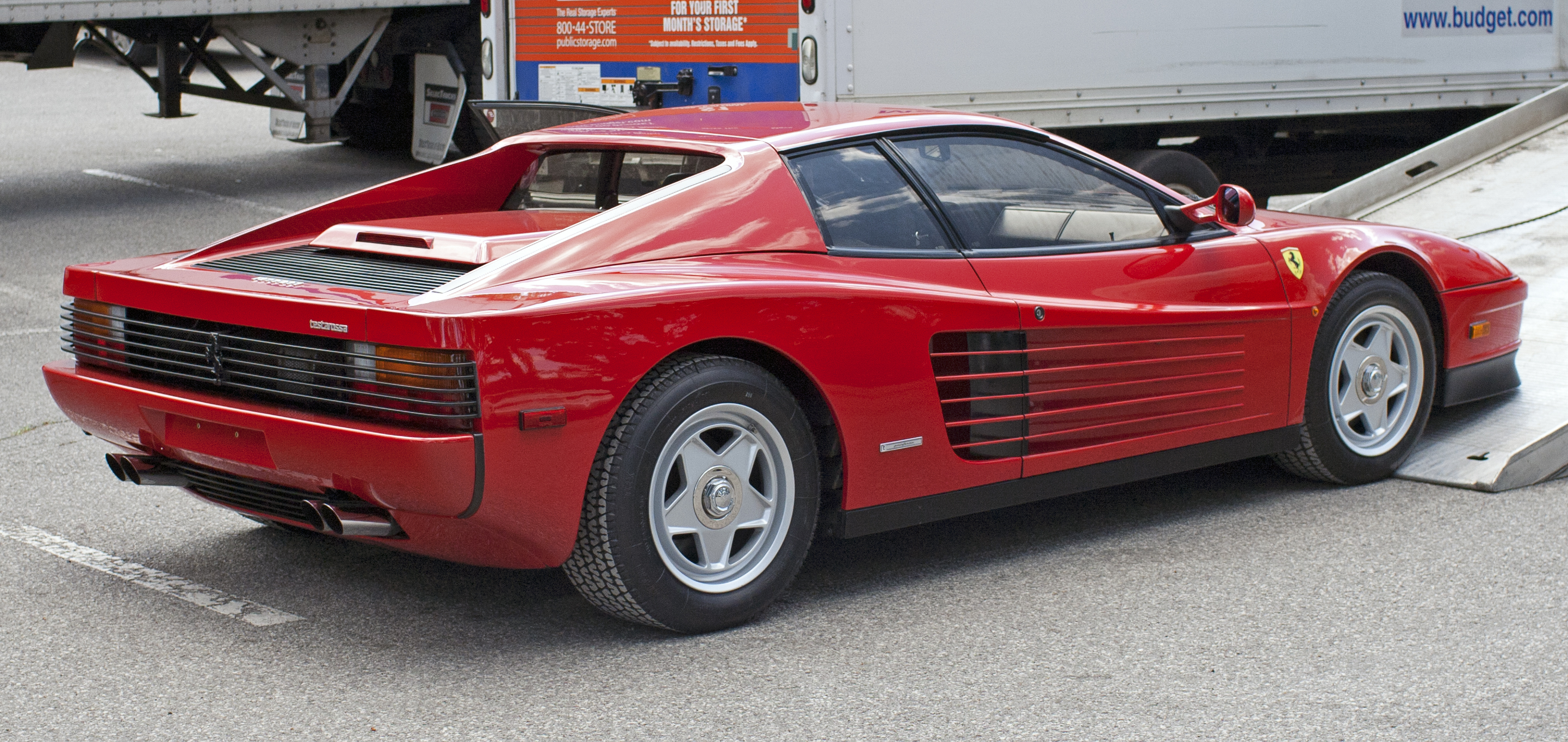
Ferrari Testarossa

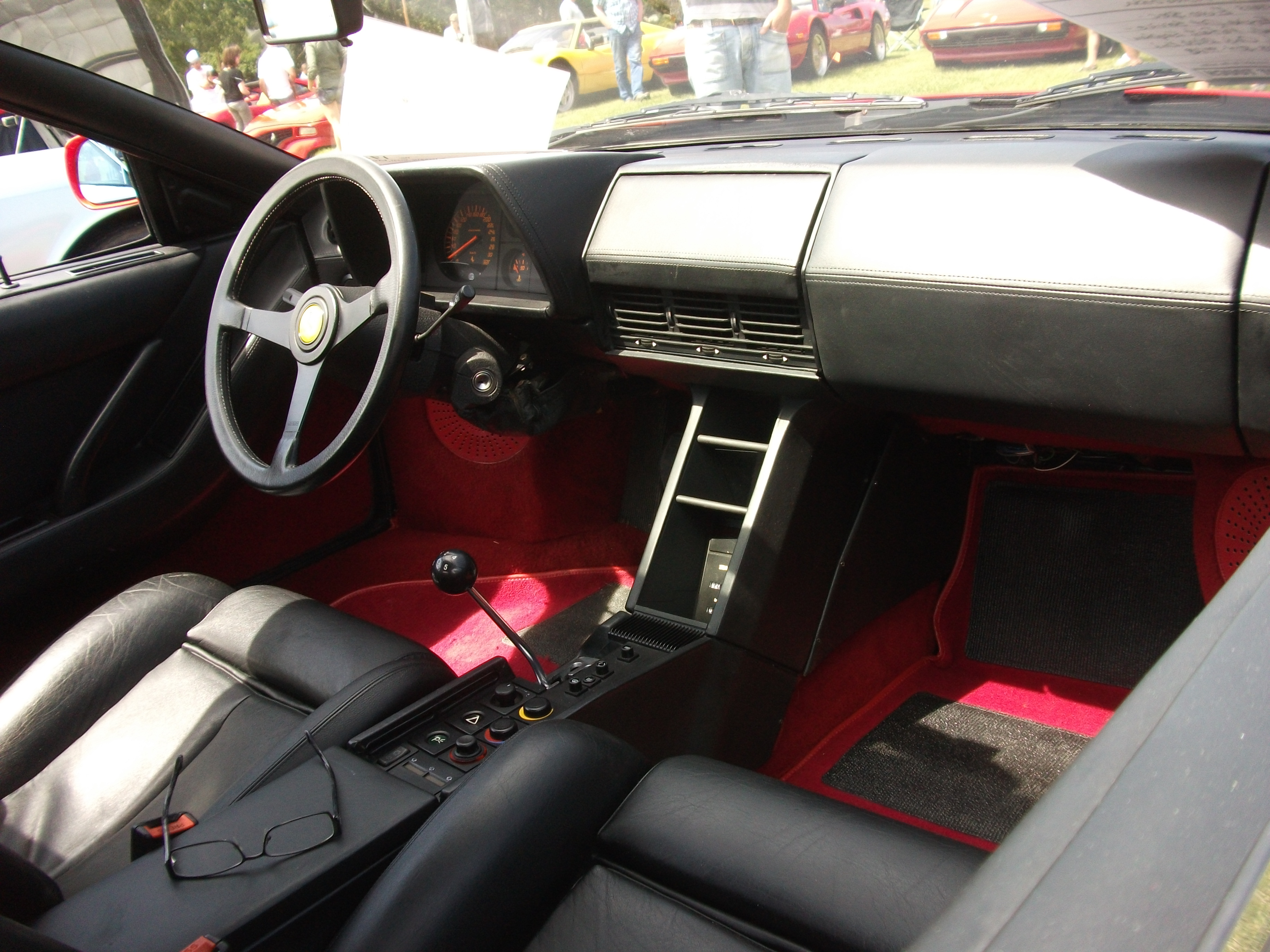

Машина була швидкою, дорогою ($ 181,000 в США) і ексклюзивною, але публіка виявилася не готова до її появи. Testarossa вперше представили в Паризькому автосалоні в жовтні 1984 року. Після десятиліття панування обтічного дизайну цей жорстко агресивний автомобіль з здибленим конем на капоті був не тим, до чого звикли покупці Ferrari. Наступну за красенем Boxer неймовірно широка Testarossa в очах багатьох виглядала досить незграбною, але це не завадило компанії продати всі зібрані машини.
Переклад з італійської слово "Testarossa" означає "Червона голова", так як головки циліндрів силового агрегату були пофарбовані в червоний колір. При виготовленні кузова Феррарі Тестаросса широко використовувалися пластик і алюміній.
Двигун Ferrari Testarossa, як і в моделі 512, був опозитний, 12-ти циліндровий. Робочий об'єм становив 4943 см3 (діаметр циліндра 82 мм, хід поршня 78 мм), мав 2 розподільних вала і 4 клапани на циліндр в кожній з головок блоку (DOHC4), в системі живлення використовувався вприск Bosch K Jetronic і запалювання Magnetti Marelli Microplex. При ступені стиснення 9,2:1 потужність становила 390 к.с. при 6300 об/хв, а крутний момент 480 Нм при 4500 об/хв.
Коробка передач - механічна, 5-ти ступінчаста.
Внутрішнє оздоблення салону Ferrari Testarossa було виконано в більш розкішному стилі, ніж у його попередника Ferrari Berlinetta Boxer. З'явилися нові сидіння, шкіряне рульове колесо Momo і нова приладова панель.
Автомобіль комплектувався шинами TRX 240/45 VR 415 Michelin спереду і TRX 280/45 VR 415 Michelin ззаду, або 225/50 VR 16 і 255/50 VR 16.
Гальма дискові на всіх колесах, діаметром 309 мм спереду і 310 мм ззаду.

### Двигун
- 4.9 L Tipo F113 flat-12 390 к.с. при 6300 об/хв, 480 Нм при 4500 об/хв

## 512 TR

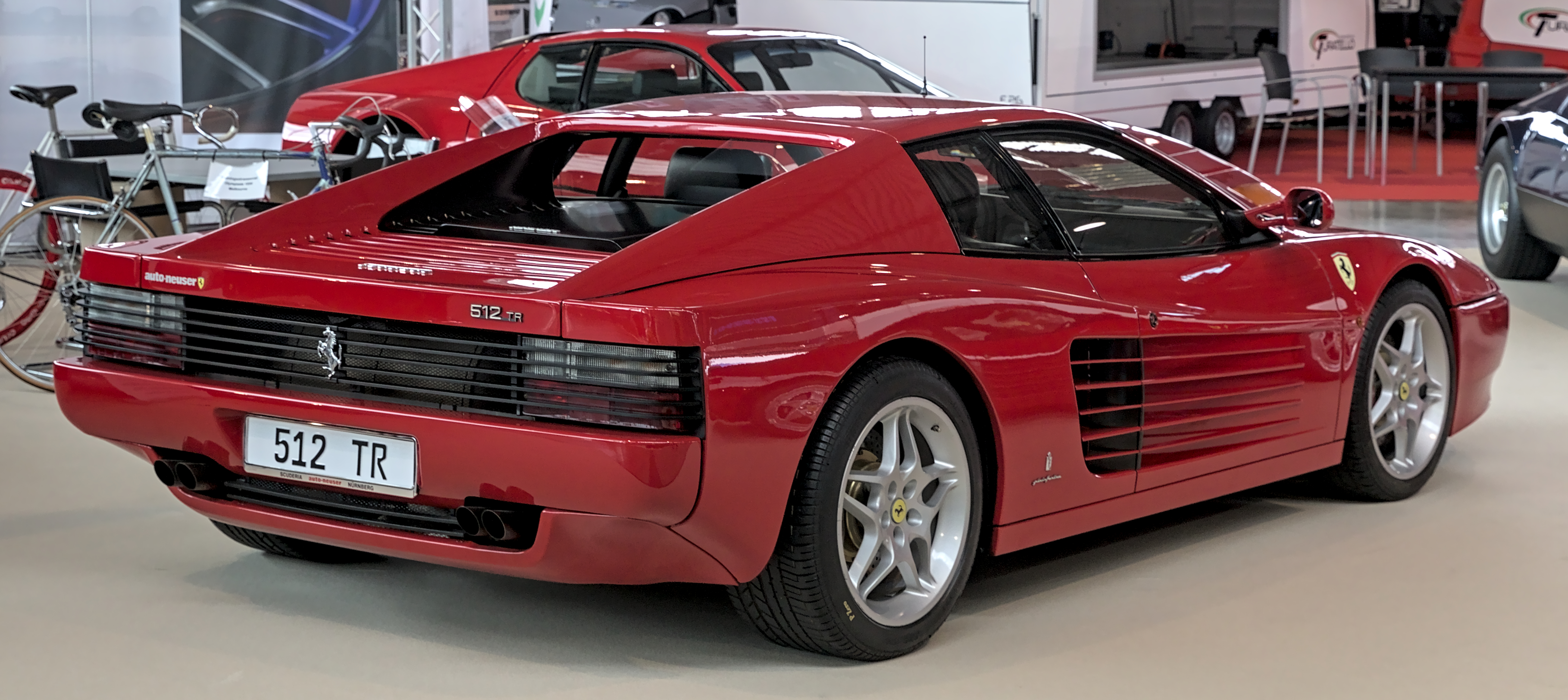
Ferrari 512 TR

У 1992 році з'явилася нова модифікація Testarossa — 512TR. Машина подорожчала ($ 189,500), стала трохи легшою і трохи змінилася зовні (новий передній бампер і більш проста панель, що закриває двигун).
Характеристики двигуна трохи підросли. Ступінь стиснення підвищили до 10,0:1, потужність збільшилася до 428 к.с. при 6750 об/хв, а крутний момент до 491 Нм при 5500 об/хв.
Модель отримала нові колеса розмірністю 235/40 ZR 18 спереду, і 295/35 ZR 18 ззаду.

### Двигун
- 4.9 L Tipo F113 D flat-12 428 к.с. при 6750 об/хв, 491 Нм при 5500 об/хв

## F512

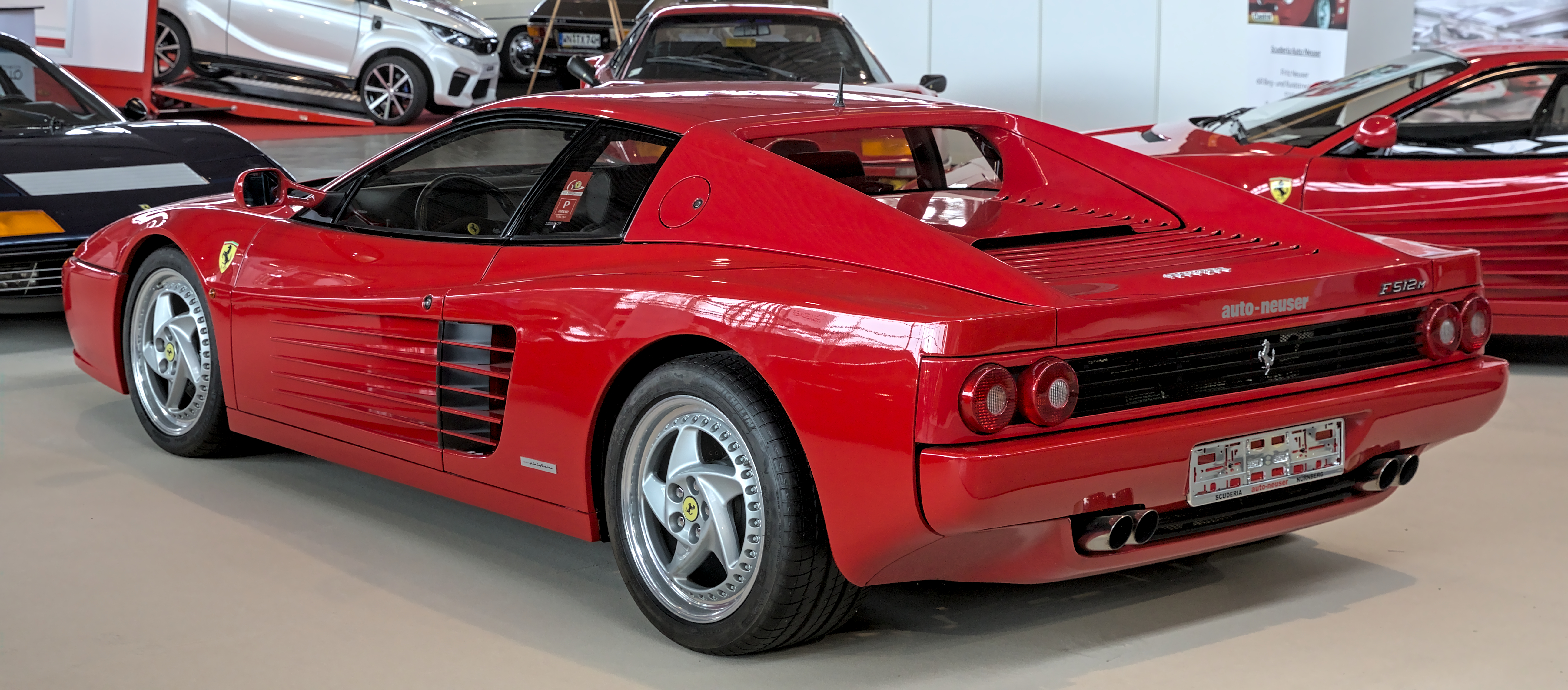
Ferrari F512M

У 1994 році представили заключну версію Testarossa - F512M. Машина стала ще легшою. Мотор знову додав в потужності. Ступінь стиснення знову зріс до 10,4:1, потужність збільшилася до 440 к.с. при 6750 об/хв, а крутний момент до 500 Нм при 5500 об/хв.
Модель знову змінилася візуально. Головною відмінністю були фари і задні ліхтарі. Якщо раніше фари були висувними, то тепер вони були інтегровані в кузов і прикриті скельцями. Ззаду ж з'явилися 4 "кругляша" (по 2 з кожного боку), замість захищених ґратами блоків, які надовго стали фірмовою рисою різних моделей Ferrari. Так само модель отримала нові передній і задній бампери.

### Двигун
- 4.9 L Tipo F113 G flat-12 440 к.с. при 6750 об/хв, 500 Нм при 5500 об/хв